# Municipio Benito Juárez (Quintana Roo)
Koordinaten: 21° 9′ N, 87° 0′ W
Benito Juárez ist ein Municipio im mexikanischen Bundesstaat Quintana Roo. Der Sitz der Gemeinde ist Cancún. Die Gemeinde hatte im Jahr 2020 911.503 Einwohner, ihre Fläche beträgt 931 km².

## Geographie
Das Municipio Benito Juárez liegt im Nordosten des Bundesstaates Quintana Roo zwischen Meereshöhe und 100 m Höhe in der physiographischen Provinz der Halbinsel Yucatán bzw. in der physiographischen Subprovinz des yucatekischen Karsts. Geologisch wird das Gemeindegebiet von Kalkstein dominiert, vorherrschender Bodentyp ist der Leptosol. 85 % des Municipios werden von Regenwäldern eingenommen.
Das Municipio Benito Juárez grenzt an die Municipios Lázaro Cárdenas, Isla Mujeres und Puerto Morelos sowie an die Karibik.

## Orte
Das Municipio Benito Juárez umfasst laut Zensus 2020 160 bewohnte Orte, vom INEGI als urban klassifiziert sind der Hauptort Cancún sowie Alfredo V. Bonfil. Sechs Orte wiesen beim Zensus 2020 eine Einwohnerzahl von über 100 auf.
| Ort                          | Einwohner | Karte |
| ---------------------------- | --------- | ----- |
| Cancún                       | 888.797   |       |
| Alfredo V. Bonfil            | 19.789    |       |
| Lagos del Sol                | 1021      |       |
| El Porvenir                  | 625       |       |
| Colonia Chiapaneca Siglo XXI | 281       |       |
| Huertos del Ramonal          | 138       |       |